# Zhao Qinggang
Zhao Qinggang (chiń. upr. 赵庆刚; ur. 24 lipca 1985) – chiński lekkoatleta specjalizujący się w rzucie oszczepem.
Srebrny medalista igrzysk Azji Wschodniej z 2009 roku oraz złoty z 2013. Podczas mistrzostw świata w Moskwie (2013) odpadł w eliminacjach. Złoty medalista igrzysk azjatyckich w Incheon (2014).
Stawał na podium mistrzostw Chin i chińskiej olimpiady narodowej.
Rekord życiowy: 89,15 (2 października 2014, Incheon) – wynik ten był rekordem Azji, jest aktualnym rekordem Chin. 

## Osiągnięcia
| Rok  | Impreza                  | Miejsce  | Pozycja           | Wynik |
| ---- | ------------------------ | -------- | ----------------- | ----- |
| 2009 | Igrzyska Azji Wschodniej | Hongkong | 2. miejsce        | 79,62 |
| 2013 | Mistrzostwa świata       | Moskwa   | el. – 22. miejsce | 77,61 |
| 2013 | Igrzyska Azji Wschodniej | Tiencin  | 1. miejsce        | 82,97 |
| 2014 | Igrzyska azjatyckie      | Inczon   | 1. miejsce        | 89,15 |
| 2015 | Mistrzostwa świata       | Pekin    | el. – 17. miejsce | 79,47 |
| 2019 | Mistrzostwa świata       | Doha     | el. –             | NM    |